# Alexandra Helga Ívarsdóttir

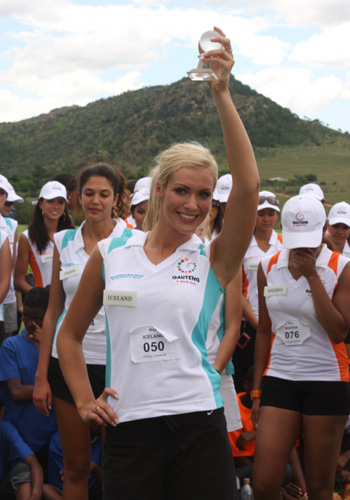
Alexandra Helga Ívarsdóttir, Miss Island 2008

Alexandra Helga Ívarsdóttir (* 1989 in Reykjavík) ist eine isländische Schönheitskönigin.

## Leben
Bei der Miss-Wahl im Mai 2008 wurde sie Miss Island. In der Folge vertrat sie Island u. a. im Dezember 2008 bei der Wahl zur Miss World 2008 in Johannesburg in Südafrika, wo sie im Semifinale unter die ersten 15 Plätze kam und zudem bei einem Begleitwettbewerb den Titel der Miss World Sportswoman 2008 errang.